# Station Lidzbark
Station Lidzbark was een spoorwegstation in de Poolse plaats Lidzbark.